# 譚金
譚金（たん きん、生年不詳 - 景和元年11月30日（466年1月2日））は、南朝宋の軍人。荒中傖の出身。

## 経歴
荒中にいたとき、薛安都と旧交があった。後に新野に移り、牛門村に住んだ。薛安都が宋に帰順すると、譚金はその下で征戦に従った。元嘉29年（452年）、北伐に従軍して関城から崤陝に入った。
元嘉30年（453年）、劉劭が文帝を殺害し、孝武帝が巴口で起兵すると、譚金は薛安都を補佐して、劉劭の乱を討った。孝建元年（454年）、梁山で臧質を撃破するにあたって、譚金は戦功を挙げた。建平王劉宏の下で中軍参軍事となり、建武将軍の号を加えられた。まもなく参軍のまま、龍驤将軍・南下邳郡太守に転じた。孝建3年（456年）、屯騎校尉となり、宮中に宿直して、南清河郡太守を兼ねた。
景和元年（465年）、前廃帝は宗室や大臣の多くを粛清したが、譚金は宗越や童太一とともに帝の命を受けて殺戮を指揮した。平都県男に封じられ、驍騎将軍の号を受けた。同年11月29日（466年1月1日）夜、湘東王劉彧が起兵して前廃帝を殺害した。翌朝、譚金らは宮中に入り、劉彧に迎えられて本官を安堵された。譚金らは前廃帝に忠実であったため、劉彧の厚遇を信じることができず、反乱を計画した。その計画は劉彧に漏れて、その日のうちに譚金らは獄に下されて殺害された。

## 伝記資料
- 『宋書』巻83 列伝第43
- 『南史』巻40 列伝第30